# Mohammed XIII az-Zaghall
Mohammed XIII ben Sa`d az-Zaghall est le vingt-troisième émir nasride de Grenade. Il est le fils de Sa`d al-Musta`în (Ciriza), le frère de Abû al-Hasan `Alî (El viejo ou Muley Hacén) à qui il succède en 1485 et enfin l'oncle de Boabdil Mohammed XII az-Zughbî qui en 1487 après sa libération par les Castillans lui reprend son trône perdu en 1484. En 1489, il décide d'aller à Oran, puis à Tlemcen où il s'installe définitivement. Al-Maqqari en son temps, signale la présence de ses descendants, connus comme Les enfants du sultan d'al-Andalus ( بني سلطان الأندلس en arabe).Il meurt probablement en 1494.
Les Grenadins qui l'estimaient beaucoup le surnommèrent Az-Zaghall (Le Courageux).

## Biographie
Quand il arrive au pouvoir, Mohammed az-Zughbî (Boabdil) est prisonnier des Castillans après une défaite humiliante à la fin de l'année 1484. Abû al-Hasan `Alî, le père de Boabdil que celui-ci avait détrôné en 1482, a repris le pouvoir. Les Rois Catholiques conquièrent Ronda. Une série de défaites grenadines et la maladie d'Abû al-Hasan `Alî, permettent à Mohammed az-Zaghall de prendre le pouvoir. Il se fait nommer émir en 1485.

### Le règne (1485 -1487)
Les Rois Catholiques attaquent alors la forteresse de Moclín, mais l'avant-garde chrétienne est mise en échec par le sultan al-Zaghall aux alentours de la ville, au cours d'un dur combat du 31 août au 3 septembre 1485. 
Le 29 mai 1486 les chrétiens, qui disposent maintenant de mercenaires suisses et allemands, prennent Loja. Le 30 mai et 9 juin, Saler et Illora tombent aux mains des Castillans. Moclín tombe le 16 juin, bien que les musulmans aient résisté grâce à leur artillerie légère. Les châteaux de Colomera et de Montefrío tombent quelques jours plus tard. Les musulmans prennent alors pleinement conscience du danger qui menace Grenade.

#### L'assaut contre Malaga
Au printemps 1487, les chrétiens encerclent Malaga. Le chef de la garnison nasride, Ahmad at-Tagrî, prend le commandement de la ville à partir du 6 mai. Il est déterminé à combattre jusqu'au bout. Soumis au feu des bombardes castillanes, les musulmans se défendent de leur mieux. En juillet, les vivres viennent à manquer. Les habitants  de Málaga sont obligés de manger des chevaux, ânes, mulets et chiens. Málaga capitule au bout de trois mois et demi de siège, le 18 août 1487. Les quinze mille prisonniers musulmans sont dans un véritable état d'inanition. 
Son neveu Mohammed az-Zughbî (Boabdil), revenu au pouvoir à Grenade, se conforme à l'accord secret signé avec les Rois Catholiques et n'est pas intervenu en faveur de Málaga.
En revanche Muhammad XIII az-Zaghall, qui s'est exilé à Almeria après la chute de Baza, tente une manœuvre de diversion en lançant quelques détachements de volontaires nasrides, d'Adra, sur les chrétiens aux alentours de Vélez-Málaga. 
El Zaghall finit par pactiser avec Ferdinand, lui vend Almeria et Guadix, devient son vassal et se fait nommer Roi des Alpujarras. Quelque temps plus tard, il lui vend le reste de son royaume pour cinq millions de maravédis et passe en Afrique.

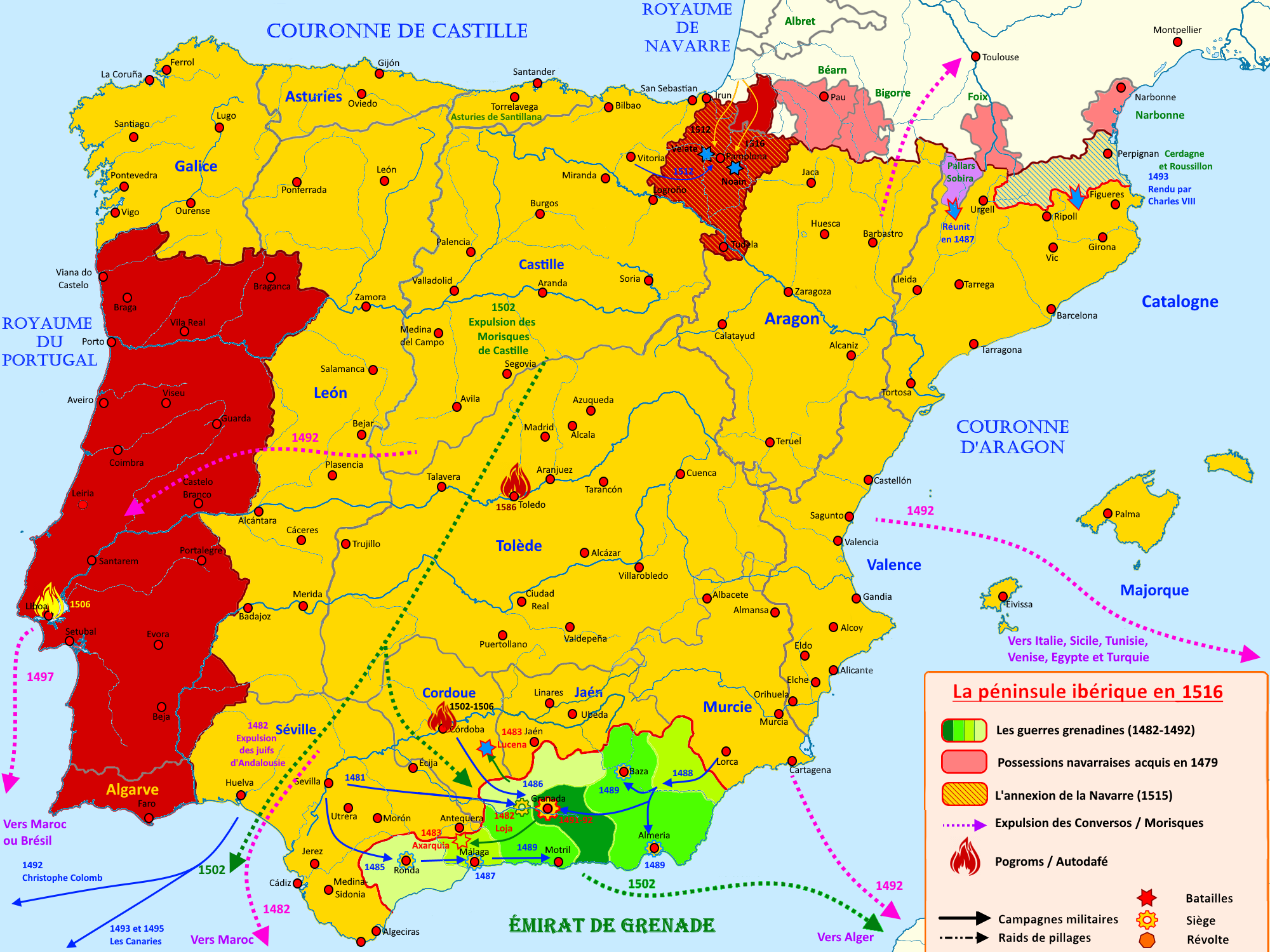
La fin de l'émirat de Grenade, 1479-1492